# Kabinett Muscat II

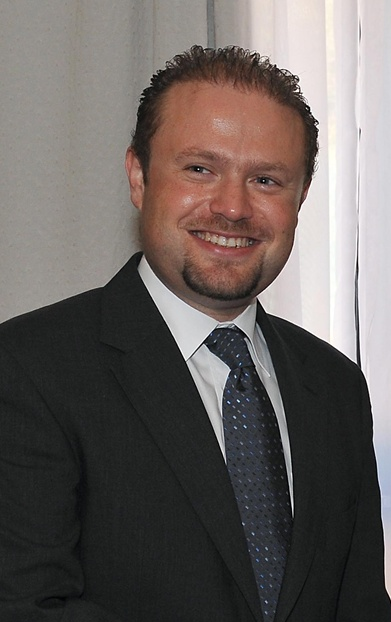
Joseph Muscat (2010)

Das maltesische Kabinett Muscat II wurde am 2. April 2014 von Premierminister Joseph Muscat von der Partit Laburista (PL) gebildet. Es folgte auf das erste Kabinett Muscat, am 9. Juni 2017 wurde es vom Kabinett Muscat III abgelöst.
Die Bildung des zweiten Kabinetts waren aufgrund des zeitgleichen Ausscheidens mehrerer Minister aus dem ersten Kabinett Muscat notwendig. Die bisherige Ministerin für Familien und Sozialpolitik Marie Louise Coleiro Preca wurde am 2. April 2014 als Nachfolgerin von George Abela neue Staatspräsidentin Maltas, während Tourismusminister Karmenu Vella in der EU-Kommission Juncker Kommissar für Umwelt, Fischerei und maritime Angelegenheiten wurde. Des Weiteren waren der bisherige Gesundheitsminister Godfrey Farrugia sowie der Parlamentarische Sekretär für aktives Älterwerden und Behindertenrechte Franco Mercieca aus persönlichen Gründen zurückgetreten.

## Minister
| Amt                                                                          | Name                         | Partei           | Anmerkungen                                                                             |
| ---------------------------------------------------------------------------- | ---------------------------- | ---------------- | --------------------------------------------------------------------------------------- |
| Premierminister                                                              | Joseph Muscat                | Partit Laburista |                                                                                         |
| Vize-Premierminister und Minister für Angelegenheiten der Europäischen Union | Louis Grech                  | Partit Laburista |                                                                                         |
| Außenminister                                                                | George Vella                 | Partit Laburista |                                                                                         |
| Tourismusminister                                                            | Edward Zammit Lewis          | Partit Laburista |                                                                                         |
| Minister für Bildung und Beschäftigung                                       | Evarist Bartolo              | Partit Laburista |                                                                                         |
| Minister für Verkehr und Infrastruktur                                       | Joe Mizzi                    | Partit Laburista |                                                                                         |
| Minister für nachhaltige Entwicklung, Umwelt und Klimawandel                 | Leo Brincat                  | Partit Laburista |                                                                                         |
| Minister für Gozo                                                            | Anton Refalo                 | Partit Laburista |                                                                                         |
| Ministerin für sozialen Dialog, Verbraucherangelegenheiten und Bürgerrechte  | Helena Dalli                 | Partit Laburista |                                                                                         |
| Minister für Wirtschaft, Investitionen und Kleinunternehmen                  | Christian „Chris“ Cardona    | Partit Laburista |                                                                                         |
| Ministerin für Familien und soziale Solidarität                              | Michael Farrugia             | Partit Laburista |                                                                                         |
| Minister für Inneres und nationale Sicherheit                                | Emanuel Mallia Carmelo Abela | Partit Laburista | Mallia: Förmliche Entlassung am 9. Dezember 2014 Abela: Amtsantritt am 9. Dezember 2014 |
| Finanzminister                                                               | Edward Scicluna              | Partit Laburista |                                                                                         |
| Minister für Energie und Wasserreinhaltung                                   | Konrad Mizzi                 | Partit Laburista |                                                                                         |
| Minister für Justiz, Kultur und Kommunalverwaltung                           | Owen Bonnici                 | Partit Laburista |                                                                                         |

Dem Kabinett gehörten ferner folgende Parlamentarische Sekretäre an:
| Amt | Name             | Partei           |
| --- | ---------------- | ---------------- |
| Parlamentarischer Sekretär beim Premierminister für Planung und Verwaltungsvereinfachung                      | Michael Falzon   | Partit Laburista |
| Parlamentarischer Sekretär beim Minister für EU-Angelegenheiten für EU-Mittel und die EU-Präsidentschaft 2017 | Ian Borg         | Partit Laburista |
| Parlamentarischer Sekretär für Gesundheit                                                                     | Chris Fearne     | Partit Laburista |
| Parlamentarischer Sekretär für Kommunalverwaltung und Kultur                                                  | Stefan Buontempo | Partit Laburista |
| Parlamentarischer Sekretär für Landwirtschaft, Fischerei und Tierrechte                                       | Roderick Galdes  | Partit Laburista |
| Parlamentarischer Sekretär für Wettbewerbsfähigkeit und Wirtschaftswachstum                                   | Jose’ Herrera    | Partit Laburista |
| Parlamentarische Sekretärin für aktives Älterwerden und Behindertenrechte                                     | Justyne Caruana  | Partit Laburista |
| Parlamentarischer Sekretär für Forschung, Innovation, Jugend und Sport                                        | Chris Agius      | Partit Laburista |